# Le Roi d'Ys
Airs
- Ouverture
- Lorsque je t'ai vu soudain — Acte II
- Vainement, ma bien-aimée — Acte III

Le Roi d'Ys est un opéra en trois actes et cinq tableaux d'Édouard Lalo, composé sur un livret d'Édouard Blau (1836-1906). Grâce à son inspiration légendaire, on peut l'associer au genre de l'opéra-féerie.
Le livret est tiré de la légende bretonne de la ville d'Ys, capitale du royaume de Cornouaille, qui serait engloutie au large de Douarnenez.

## Historique

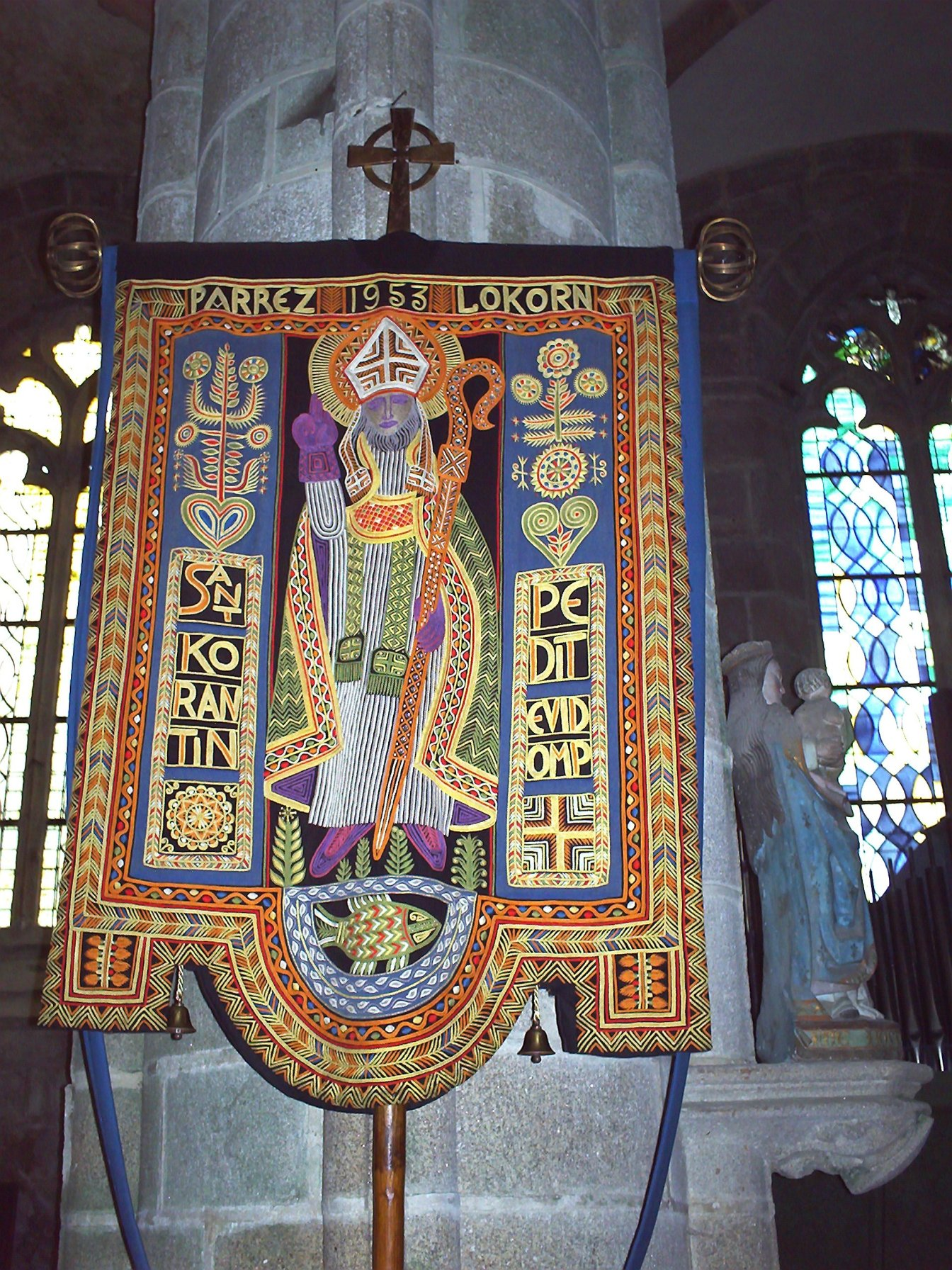
Bannière figurant Saint Corentin
Église de Locronan (Bretagne, France)

Lalo a composé Le roi d'Ys entre 1875 et 1878 après avoir esquissé la première version de l'opéra en 1875. L'intérêt de Lalo pour le folklore breton lui vient de sa seconde épouse, la contralto Julie de Marigny, d'origine bretonne. Le rôle de Margared est, en fait, écrit pour elle. Le montage scénique de l'opéra s'avère difficile. Il est retiré du répertoire du Théâtre lyrique en 1878 puis de celui de l'Opéra de Paris en 1879 bien que des extraits soient interprétés en concert par Julie de Marigny dans le rôle de Margared. Lalo entreprend de retravailler son œuvre en 1886. L'avant-première de cette version a lieu le 7 mai 1888 à la Salle du Châtelet par la troupe de l'Opéra comique. Le roi d'Ys remporte un vif succès et sera interprété 100 fois dans cette salle au cours de l'année.
Elle est montée à Genève en novembre 1888, Amsterdam en décembre 1888, Anvers et Bruxelles en février 1889 et Rome en mars 1890. Le livret est traduit en hollandais, allemand, italien, tchèque, russe et en roumain peu de temps après la première de 1888. La première représentation au Royaume-uni a lieu au Royal Opera House de Covent Garden le 17 juillet 1901.
L'opéra est présenté pour la première fois le 23 janvier 1890 au French Opera House de La Nouvelle-Orléans (États-Unis) mais connaîtra un long moment de purgatoire jusqu'à ce qu'il soit remonté au Metropolitan Opera en 1922 avec Rosa Ponselle dans le rôle de Margared, Beniamino Gigli dans celui de Mylio et Frances Alda dans celui de Rozenn. Avec la désaffection du public pour les opéras romantiques ou lyriques après la Première Guerre mondiale, Le roi d'Ys reçoit un accueil mitigé et son interprétation est arrêtée au bout de six représentations.
L'œuvre est reprise par l'Opéra de Paris en janvier 1941. À cette date, elle a été interprétée 490 fois. Elle soulève le même enthousiasme dans toute l'Europe.

Le roi d'Ys n'a été que rarement représenté au cours des soixante dernières années. Il y a bien eu une version de concert par l'Opera Orchestra of New York sous la baguette d'Eve Queler  et, plus récemment en octobre 2008, par l'American Symphony Orchestra dirigé par Leon Botstein à l'Avery Fisher Hall de New York. 
Parmi les productions les plus récentes, on peut citer :
- celle du Théâtre du Capitole à Toulouse en 2007 sous la direction d'Yves Abel avec Sophie Koch, Inva Mula, Charles Castronovo, Franck Ferrari et Paul Gay dans les rôles principaux. La production toulousaine est représentée au Centre Culturel d'Arts Scéniques de Pékin en avril 2008 sous la baguette de Michel Plasson avec une distribution à la fois française et chinoise[6].NPR diffuse l'opéra sur ses antennes le 2 février 2008, Paul Gay assumant le rôle-titre[7].

- celle de l'Opéra Royal de Wallonie-Liège dirigée par Patrick Davin en 2008, disponible également en 2 disques parus chez Dynamic avec Giuseppina Piunti (Margared), Guylaine Girard (Rozen), Eric Martin-Bonnet (Le Roi d'Ys), Sébastien Guèze (Mylio) etc.

- celle de à l'Opéra de Marseille en mai 2014 avec Inva Mula, Florian Laconi et Béatrice Uria Monzon

## Argument

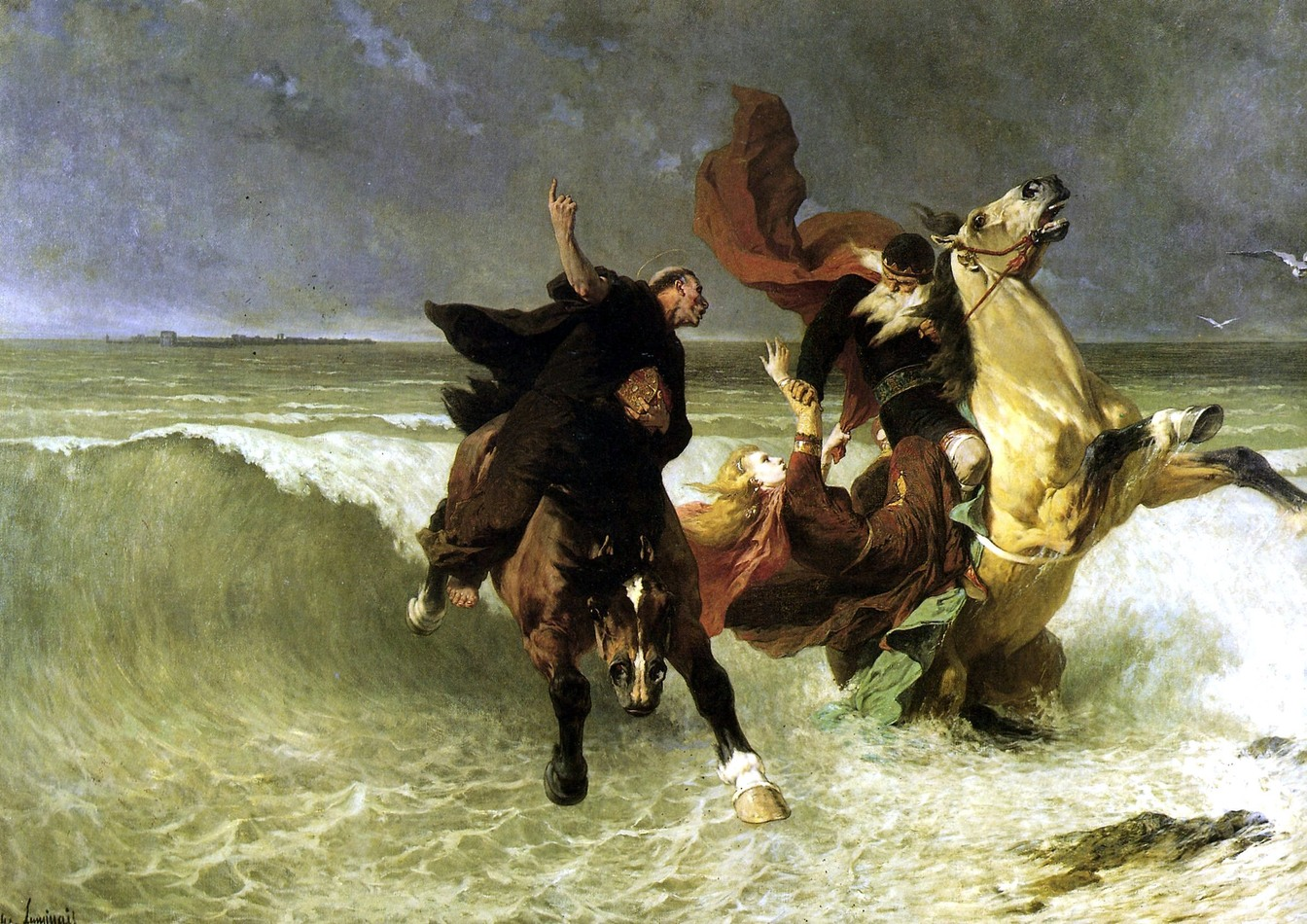
Fuite du roi Gradlon (le roi d'Ys)
Par Évariste Vital Luminais, 1884

L'action se déroule au cours du Moyen Âge dans la ville d'Ys située sur les côtes bretonnes.

### Acte I
Margared, la fille du roi d'Ys, est amoureuse de Mylio, mais promise au prince de Karnarc afin de sceller l'amitié des deux peuples. Pressée par sa sœur Rozenn, elle lui avoue que son cœur est pris mais sans révéler le nom de l'élu. Mylio, l'ami d'enfance des deux sœurs revient d'un long voyage et avoue son amour à Rozenn. Margared, qui vient d'apprendre le retour de Mylio refuse de se marier à Karnarc. Ce dernier lance un défi à Mylio.

### Acte II
Margared apprend le sentiment qui unit Rozenn et Mylio. Ivre de rage, elle maudit les deux amants (récitatif et air de Margared). L'armée de Mylio a vaincu celle de Karnarc. Il est fêté à son retour par les habitants d'Ys. Margared propose à Karnarc de se venger en ouvrant les écluses qui protègent la ville des eaux. La statue de saint Corentin leur conjure de n'en rien faire.

### Acte III
Au moment où l'on célèbre les noces de Mylio avec Rozenn (récitatif avec chœur et air de Mylio), l'eau s'engouffre dans les rues. Mylio tue Karnark. Margared, rongée de regrets et de remords, tente de rejoindre la foule qui s'est réfugiée sur la terre ferme et se jette à la mer, après avoir reconnu publiquement son crime. Saint Corentin apparaît, l'océan apaise sa fureur. Les îliens prient pour le salut de Margared.

## Les rôles

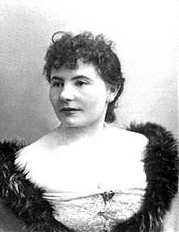
Portrait de Blanche Deschamps-Jéhin
créatrice du rôle de Margared
Photo Nadar

| Rôle                                                              | Voix          | Créateurs               |
| ----------------------------------------------------------------- | ------------- | ----------------------- |
| Le roi d'Ys                                                       | baryton-basse | Cobelet                 |
| Margared, fille du roi                                            | mezzo-soprano | Blanche Deschamps-Jéhin |
| Rozenn, fille du roi                                              | soprano       | Cécile Simonnet         |
| Prince Karnac                                                     | baryton       | Max Bouvet              |
| Mylio, un chevalier                                               | ténor         | Jean-Alexandre Talazac  |
| Jahel, maître du palais                                           | baryton       | Boussac                 |
| St. Corentin                                                      | basse         | René Fournets           |
| peuple, soldats, seigneurs, pontifes, écuyers, dames et suivantes |               |                         |

## Discographie
- 1943 : Le Roi d'Ys, Germaine Cernay, Ginette Guillamat, Gaston Micheletti, Georges Ravoux, Paul Gaudin, Lucien Novalo, Chœur & Orchestre National, dir. Emile-Désiré Inghelbrecht, 2 CD Gesamtaufnahme Historische ton Dokumente.
- 1957 : Le Roi d'Ys, Janine Micheau, Rita Gorr, Henri Legay, Jean Borthayre, Orchestre de la Radiodiffusion Française, dir. André Cluytens (Pathé/EMI), reports Guilde Internationale du disque/Editions Atlas 1991, Erato 2 CD 2018.
- 1973 : Le Roi d'Ys, Andréa Guiot, Jane Rhodes, Alain Vanzo, Robert Massard, Jules Bastin, Orchestre et Chœurs de la Radiodiffusion Française, dir. Pierre Dervaux (Chant du monde), report Gala 2 CD 2004.
- 1988 : Le Roi d'Ys, Jean-Philippe Courtis, Delores Ziegler, Barbara Hendricks, Chœurs de Radio France, Orchestre Philharmonique de Radio france, dir. Armin Jordan, 2 CD Erato 1990.
- 2009 : Le Roi d'Ys, Eric Martin, Guylaine Girard, Sébastien Guèze, Marc Tessons, Léonard Graus, Werner Van Mechelen, Chœur et Orchestre de l’Opéra Royal de Wallonie, dir. Patrick Davin, mise en scène, Jean Louis Pichon, DVD Dynamic 2014.